# Bitva o konvoj Hitači Maru
Bitva o konvoj Hitači Maru (rusky Уничтожение конвоя «Хитачи-Мару», japonsky 常陸丸事件) bylo námořní střetnutí, ke kterému došlo během rusko-japonské války. Tři chráněné křižníky ruského námořnictva provedly z Vladivostoku výpad, při kterém potopily tři japonské transportní lodě.

## Pozadí
Na počátku rusko-japonské války byla hlavní část ruského tichooceánského loďstva blokována japonským námořnictvem v Port Arthuru. Vzdálenější od centra bojů a rozsahem méně významná námořní základna ve Vladivostoku přestála v březnu 1904 ostřelování eskadrou, které velel viceadmirál Šigetó Dewa a bez významnějších ztrát zachovala akceschopnost. Na základně kotvil chráněný křižník Bogatyr, pomocný křižník Lena a samostatná eskadra tvořená zastaralými obrněnými křižníky Rossija, Rjurik a Gromoboj pod velením viceadmirála Karla Jessena, baltského Němce.
Navzdory malé síle se eskadra v prvních měsících konfliktu vydala na moře a provedla útoky na zásobovací linky. Znepokojila nepřátelskou stranu, která se obávala, že by eskadra mohla zaútočit na japonské ostrovy nebo by mohla přispět koordinovanému útoku cílícímu k prolomení blokády Port Arthuru. Japonci museli vyčlenit značnou sílu pod velením viceadmirála Kamimury, aby eliminovali válečné lodě ve Vladivostoku.

## Nájezd v Cušimském průlivu
Viceadmirál Pjotr Bezobrazov vyplul 12. června 1904  s křižníky Rossija, Rjurik, Gromoboj s rozkazem vplout Korejským průlivem do Cušimského průlivu a odtud, po dvou dnech plavby, obrátit se na západ a připojit se k flotile blokované v Port Arthuru. Na cestě spatřil vojenské transporty Hitači Maru a Sado Maru mířící do přístavu Dalnyj.
Hitači Maru převážel 1 238 mužů, z toho 727 mužů náhradního praporu Císařské gardy a 359 mužů 10. divize. Sado Maru transportoval 1 258 mužů, mezi nimi bylo 867 ženistů, železničních specialistů. Oba transporty vezly nezbytnou výzbroj pro jedenáctipalcové Armstrongovy houfnice, užívané při dobývání opevněného Port Arthuru.
Opačným směrem plula malá neozbrojená nemocniční loď Izumi Maru, která, neoznačená, přepravovala nemocné a zraněné vojáky do Japonska. Pro ochranu zásobovací trasy vyčlenilo velení japonského námořnictva jen chráněný křižník Cušima, který v kritickém čase (0715) plul zhruba v polovině průlivu. Námořníci Cušimy spatřili ruskou eskadru, ale kvůli malému dosahu bezdrátové sítě a špatným atmosférickým podmínkám nedokázali vyslat varování. Pokusili se alespoň přiblížit ostrovu Cušima, kde byly podmínky lepší. Ruská eskadra nepřítele spatřila, ale nepronásledovala. Z Cušimy se zdařilo předat v 0815 varování a pak zamířila zpět k ruské eskadře. Admirál Kamimura, sídlící na základně Takečiki na Cušimě, poslal do Šimonoseki příkaz zastavit veškerou plavbu průlivem a nařídil svým lodím, aby následovaly Cušimu.
Ruská eskadra si však v 0900 všimla Izumi Maru a Bezobrazov poslal Gromoboj, aby loď pronásledoval. Gromoboj zahájil palbu, zabil nebo zranil více než 30 mužů, pak se japonská transportní loď zastavila a vzdala. Asi stovku nemocných a zraněných se podařilo zachránit a pak byla potopena západně od Okinošimy i s těmi, kteří se odmítli vzdát a zůstali na palubě. Asi v 1000 ruská eskadra spatřila Sado Maru a zhruba ve stejnou dobu se objevila v dohledu japonská flotila. Přesto, že dal japonskému transportu lhůtu 40 minut ke kapitulaci a opuštění lodi, Rurik vypálil dvě torpéda na Sado Maru, která explodovala a zabila 239 cestujících a posádky, ale loď nepotopila. Sado Maru byla nakonec unášena dalších 30 hodin, až na Okinošimě najela na břeh.
Když se Gromoboj obrátil k Hitači Maru, nic nenasvědčovalo tomu, že by se chtěla vzdát. Gromoboj zahájil palbu ze všech hlavní, na palubě zabil spoustu mužů včetně britského kapitána a vrchního strojníka  a loď potopil. Zhoršující se viditelnost zabránila japonské flotile se přiblížit ruské eskadře a tak ve 1330 zachránila 152 trosečníků z Hitači Maru.

## Důsledky

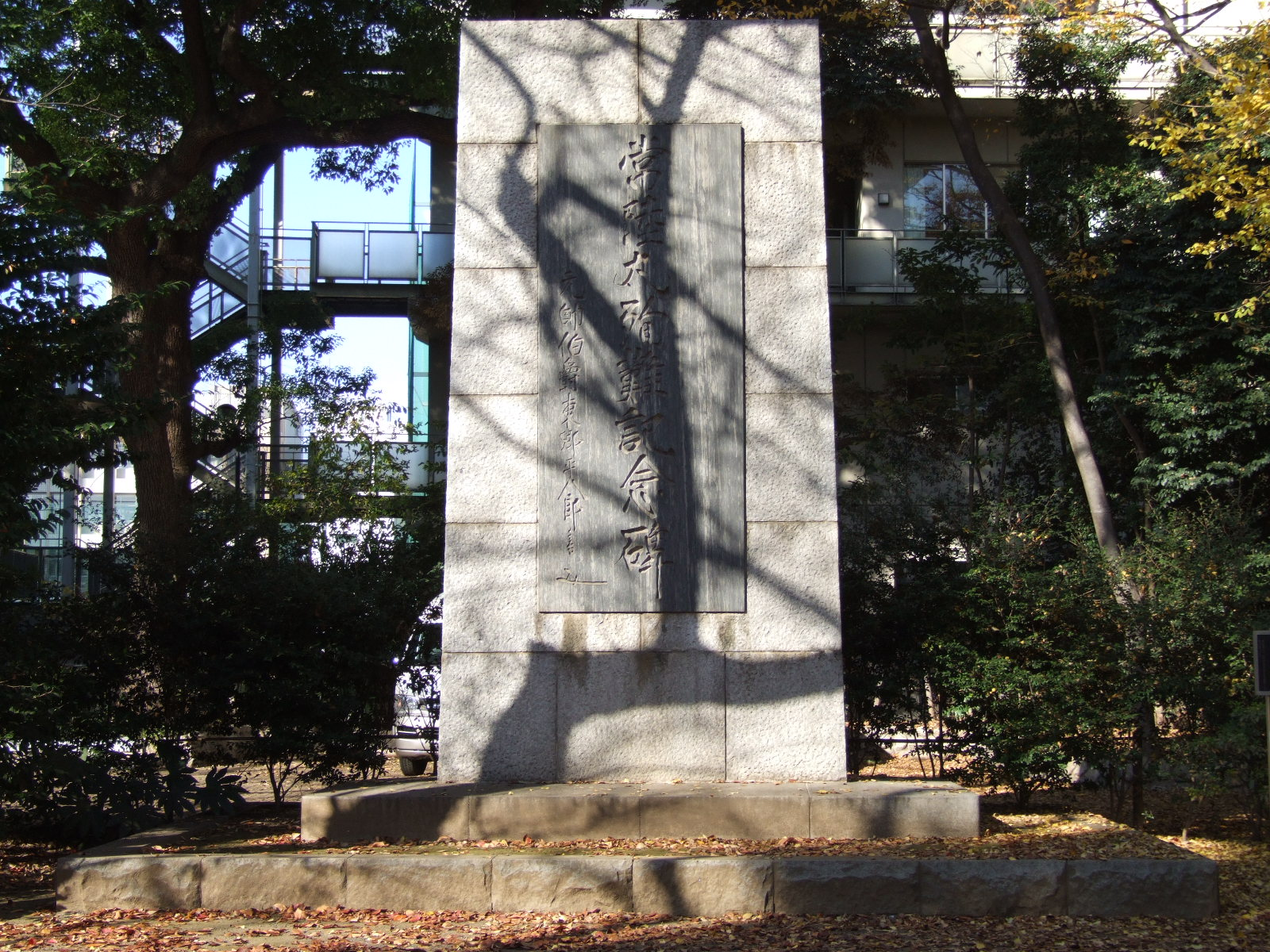
Pomník Hitači Maru ve svatyni Jasukuni

Rusové v nájezdu pokračovali 16. června, kdy blízko Maizuru zajali britský parník Allanton. Také potopili dvě plachetnice Seijei Maru (114 gt) a Hačiman Maru (škuner).
Japonská morálka dostala těžkou ránu. Kamimura dostal četné výhrůžky smrtí a ocitl se pod extrémním tlakem, aby dostihl ruskou eskadru, což se mu podařilo 14. srpna 1904, kdy svedl bitvu u Ulsanu.
V parku Čidorigafuči v Tokiu byl postaven pomník a na hřbitově Aojama byl zřízen společný hrob vojáků Císařské gardy. Památník Sado Maru byl vztyčen v parku Šiba (v roce 1964 byl přesunut do svatyně Jasukuni).